# Pala d'oro (Aix-la-Chapelle)

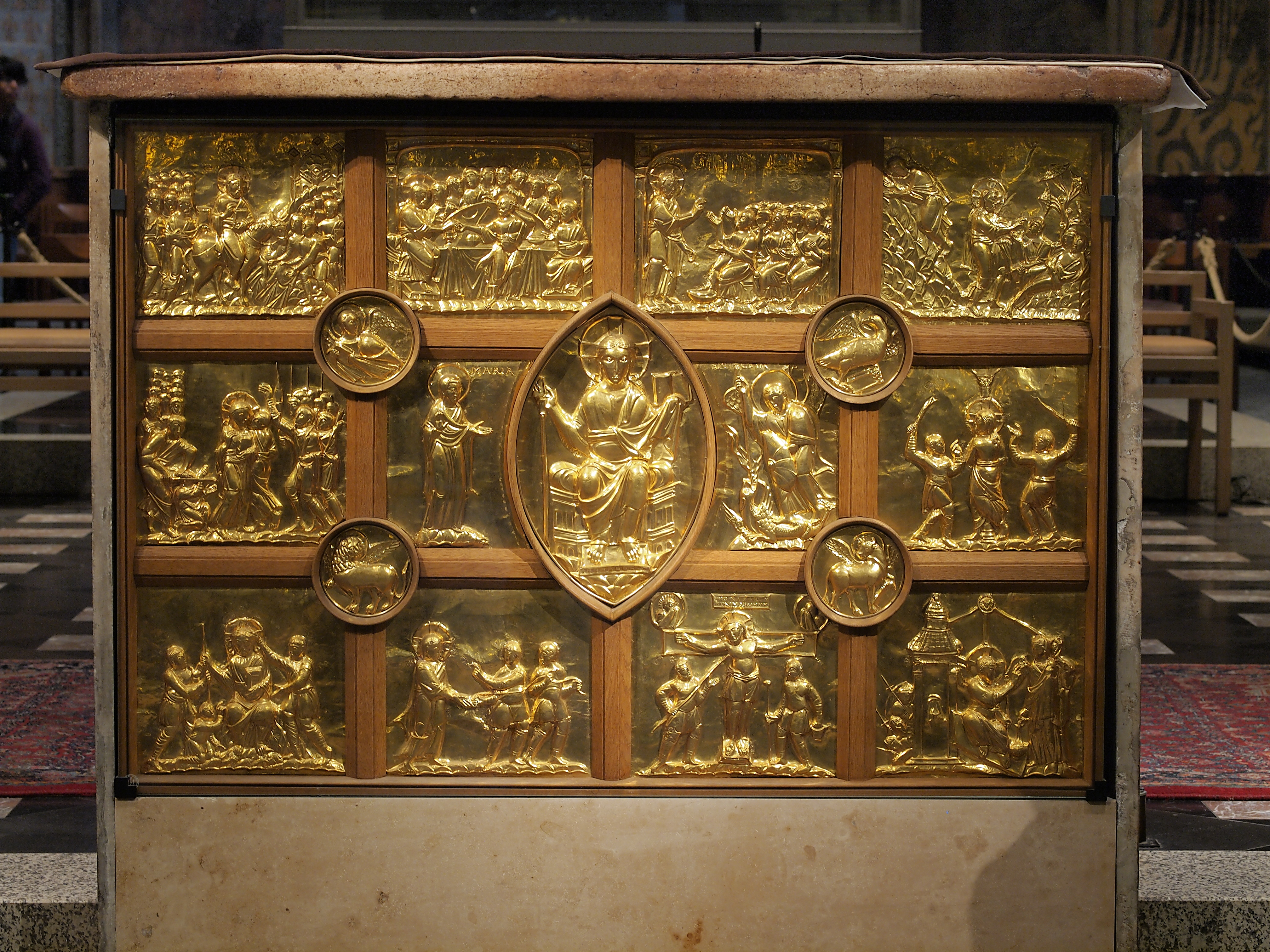
La Pala d'oro dans la cathédrale d'Aix-la-Chapelle.

La Pala d'oro (terme italien) ou le retable d'or ou encore l’autel d'or d'Aix-la-Chapelle est  l'antependium ou façade avant du maître autel de la cathédrale d'Aix-la-Chapelle, datée du premier quart du XIe siècle. Ce chef-d'œuvre de l'orfèvrerie ottonienne est composé de dix-sept plaques métalliques couvertes de feuilles d'or  en relief richement décorées, qui constituerait un don de  la famille impériale saxonne. Avec l'antependium de la cathédrale de Bâle provenant probablement du même atelier, la Pala d'oro de Milan de la première moitié du IXe siècle et les plus anciennes parties de la Pala d'oro vénitienne de la basilique Saint-Marc sont les seuls panneaux d'autel en métal du haut Moyen Âge encore conservés.

## Description
Le retable d'or est composé de dix reliefs autour d'un onzième motif central en forme de mandorle. Le motif central montre le Christ en majesté ; les autres reliefs des scènes de la Passion du Christ et de la Résurrection ; dans la mandorle, Marie à gauche et de l'archange Michel à droite - au lieu du disciple Johannes comme d'habitude - du Christ, entouré de quatre médaillons avec les symboles des évangélistes. Les plaques, faites de minces plaques d'or à 999,98 ‰, sont maintenant fixées sur des plaques de bois avec un composé de remplissage appliqué plus tard. Au fil du temps, la disposition des différentes parties de la Pala a été modifiée plusieurs fois et adaptée à ses fonctions. Il est possible que les reliefs conservés aujourd'hui ne représentent que les restes d'une décoration d'autel plus complète. 

## Programme des images

### Christ en majesté et déisis

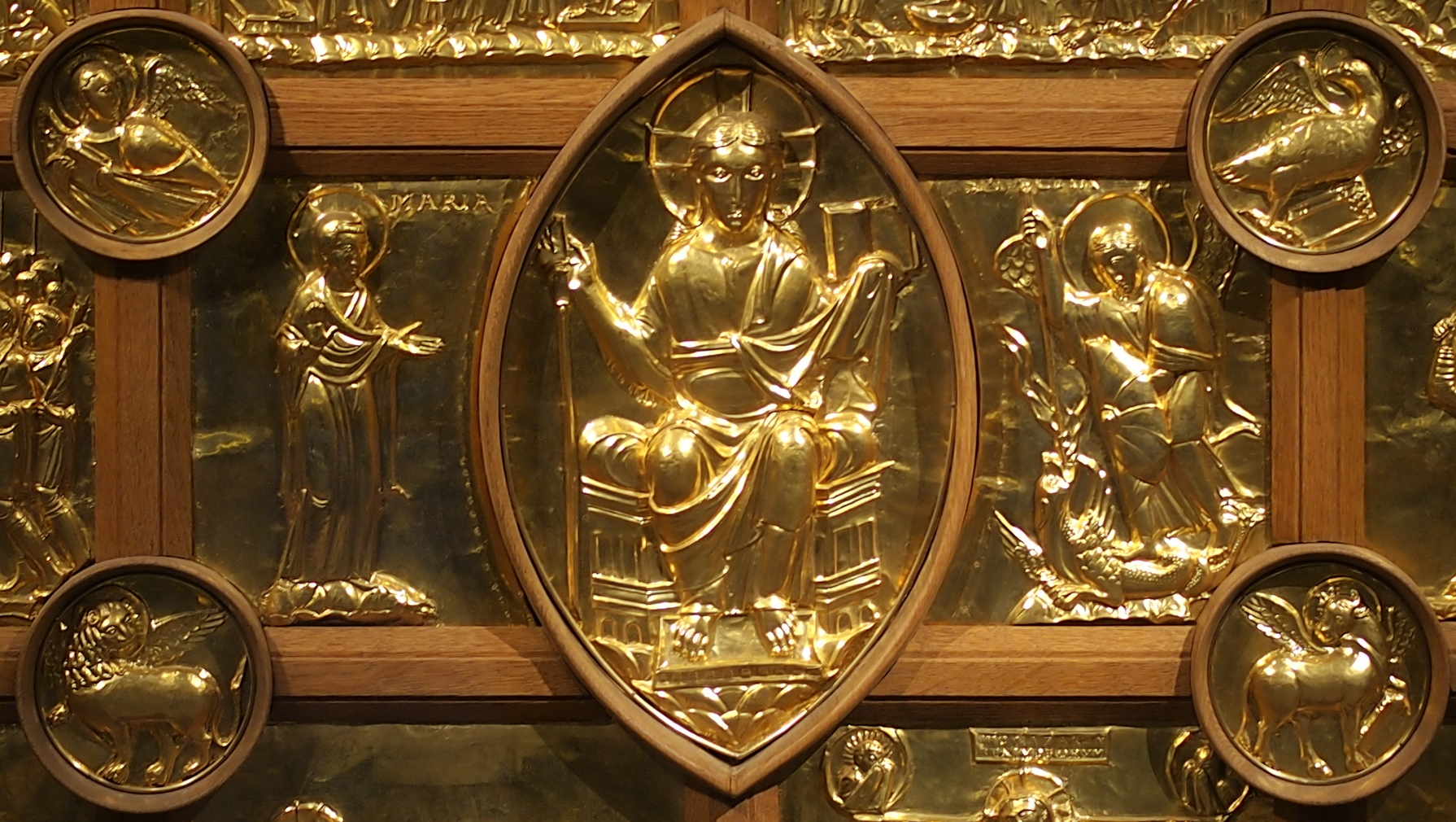
Le Christ dans la mandorle, à gauche, Marie et à droite, l'archange Michel, entouré des symboles des quatre évangélistes.

Au centre du retable, dans une mandorle, le Christ sur un trône, les pieds appuyés une base séparée, est représenté comme Christ en gloire bienveillant, tenant le livre de vie ouvert dans sa main gauche, la main droite levée pour un geste de bénédiction et appuyée sur une férule. Marie est représentée de profil aux trois-quarts, la figure légèrement penchée, la tête recouverte d'un châle ; elle supplie le Christ les mains ouvertes. À gauche du Christ se trouve l'archange Michel à demi-profil, enfonçant une lance qu'il tient dans sa main droite dans la gorge d'un dragon crachant du feu. Dans sa main gauche, il tient un bouclier protecteur. Le corps est recouvert d'une robe plissée. Les deux personnages, également entourés d'un nimbe, symbolisent les intercesseurs de l'humanité, les Déisis. 
Cette image de l'iconographie chrétienne, couramment utilisée au Moyen Âge, montre généralement un groupe de trois figures avec le Christ au centre avec Marie et Jean-Baptiste à ses côtés. Dans le retable d'Aix-la-Chapelle et contrairement à l'arrangement habituel, c'est l'archange Michel qui prend la place de Jean-Baptiste. 

### Reliefs de la Passion

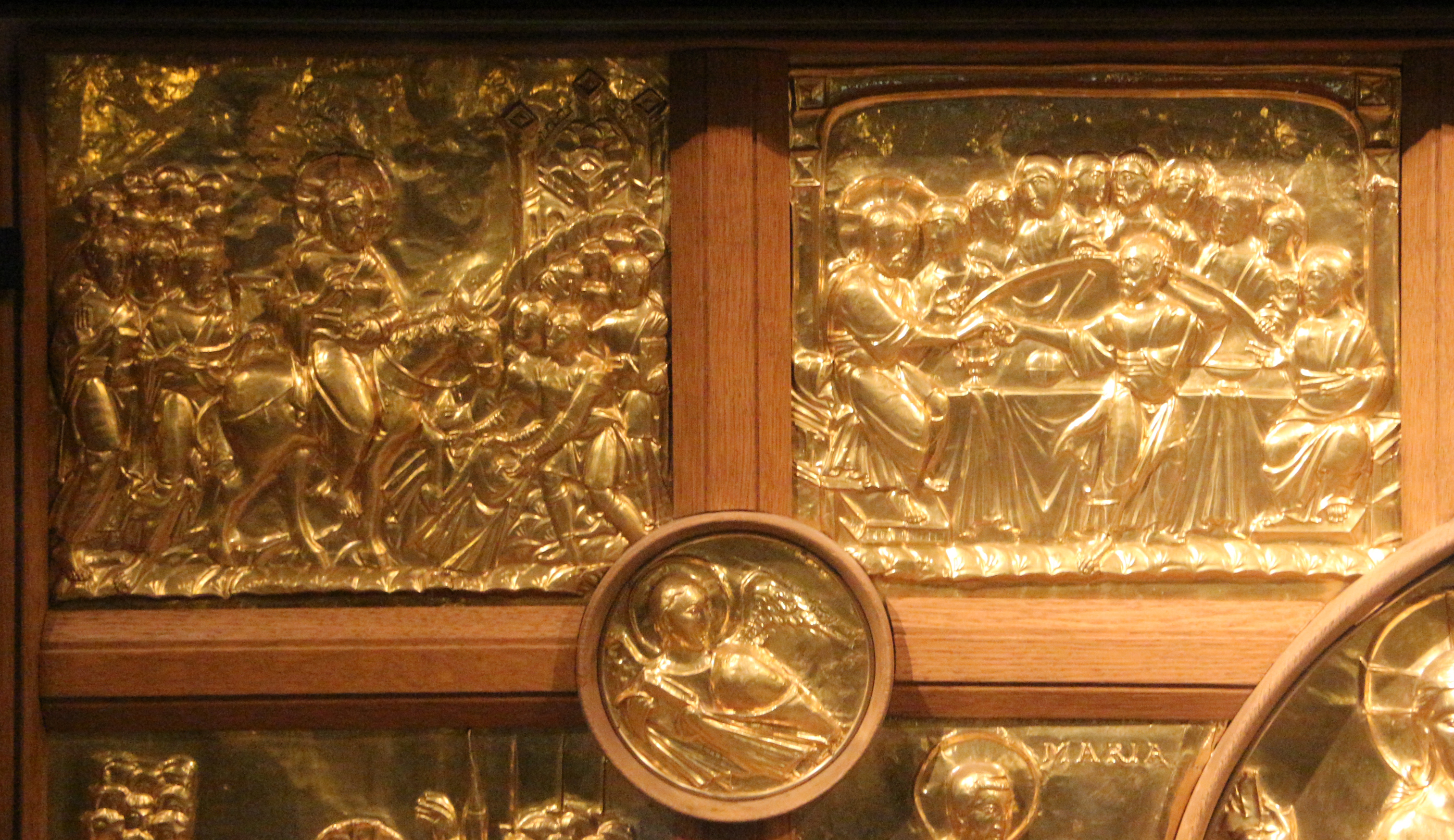
L'entrée dans Jérusalem et la Cène.

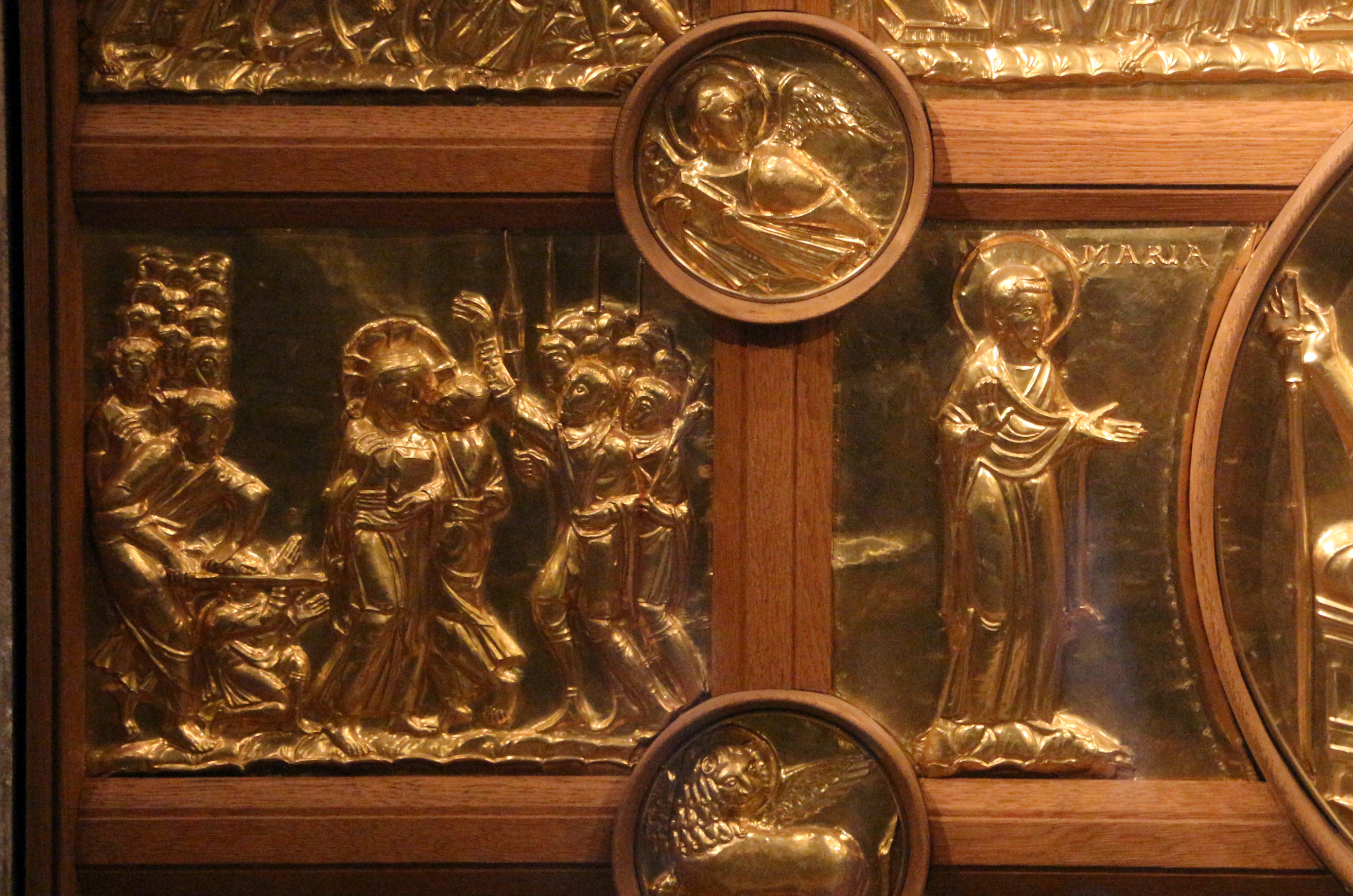
Baiser de Judas.

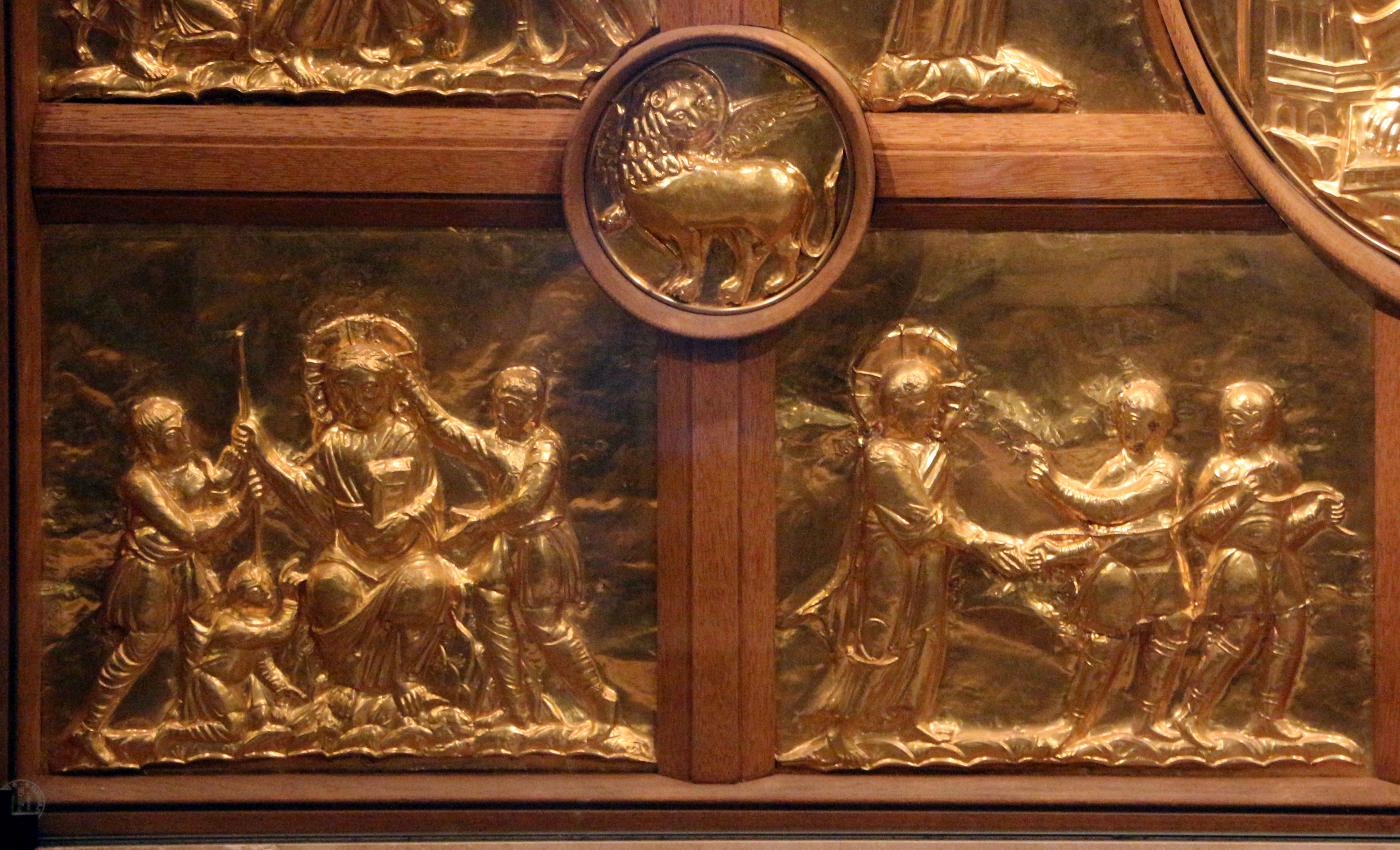
Couronnement d'épines et montée au Golgotha.

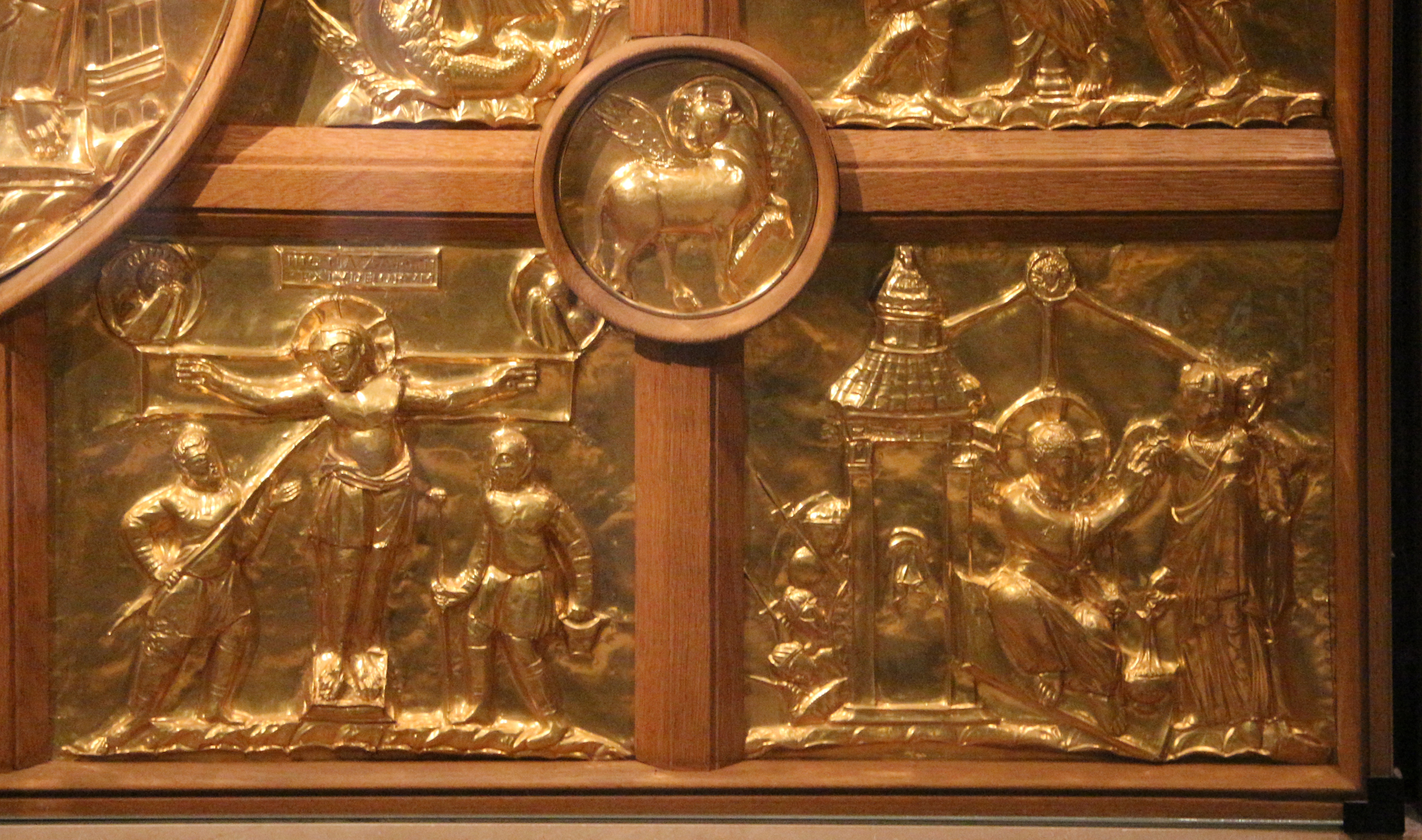
Crucifixion et résurrection.

La déisis est encadrée de dix reliefs représentant des scènes de la Passion du Christ. Les panneaux dorés, qui mesurent 25,5 à 26 cm de long et 22,5 à 23 cm de haut, ont chacun un évidement sur un coin pour permettre l'insertion d'un médaillon d'évangéliste. La Passion est représentée comme suit : 

#### Rangée du haut
L'entrée à Jérusalem, la Cène, le lavement des pieds, les disciples endormis dans le jardin Gethsémani ;
L'entrée à Jérusalem
La plaque montre le Christ nimbé monté sur un âne aux portes de Jérusalem. Il tient le livre de la vie fermé dans sa main gauche. Il est accompagné de ses disciples pieds nus ; deux sont représentés en demi-profil, les autres suivent. Sur le bord droit de l'image, les habitants de Jérusalem lui font un accueil chaleureux. Le relief est maintenant dans le coin supérieur gauche du retable. Le coin inférieur droit a été retravaillé pour permettre l'insertion du médaillon d'ange. Pour cela, le pied d'un habitant de Jérusalem et la forme des mottes de terre ont été retravaillés dans cette zone.
La Cène
La plaque suivante montre le Christ dans le cercle de ses disciples lors de la Cène. Jésus trône  à l'extrémité gauche de la table, les pieds nus sur un piédestal. Pierre est assis en face de lui sur un siège plus petit. Derrière la table recouverte de miches de pain et de récipients à boire, les disciples sont disposés en demi-cercle. En dehors du groupe et devant la table se trouve Judas qui reçoit le pain de la main droite du Christ. Se détournant légèrement de lui, Judas se gratte l'arrière de la tête avec sa main gauche.
Le coin inférieur gauche de la plaque a été retravaillé pour insérer le médaillon d'ange. Pendant la restauration au début du XXIe siècle, il a été constaté que les bustes des apôtres et la figure de Jésus et de Judas avaient été retravaillés lors des restaurations précédentes

#### Rangée du milieu
La trahison de Judas, la flagellation ;

#### Rangée du bas
Le couronnement d'épines, la montée au Golgotha, la crucifixion et la résurrection. 

### Médaillons des évangélistes
Les quatre médaillons ronds qui délimitent le groupe central ont un diamètre de 11 cm. Quatre personnages ailés sont représentés: un humain, un lion, un taureau et un aigle qui, depuis le IVe siècle sont symboliquement attribués aux quatre évangélistes. En même temps, les quatre médaillons évangélistes en tant que symboles de l'incarnation de Dieu, de la mort sacrificielle, de la résurrection et de l'ascension créent un lien avec les scènes de la Passion du Christ représentées dans les reliefs environnants.

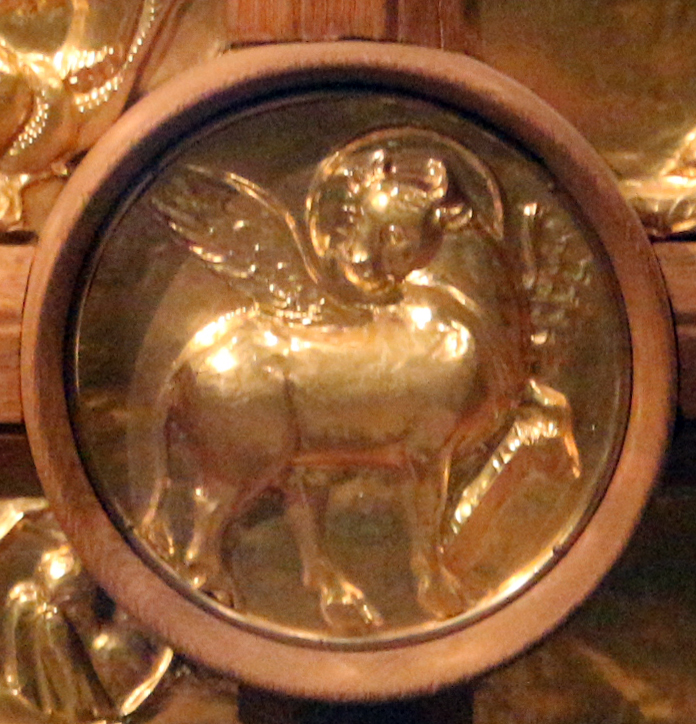
Taureau (Luc)
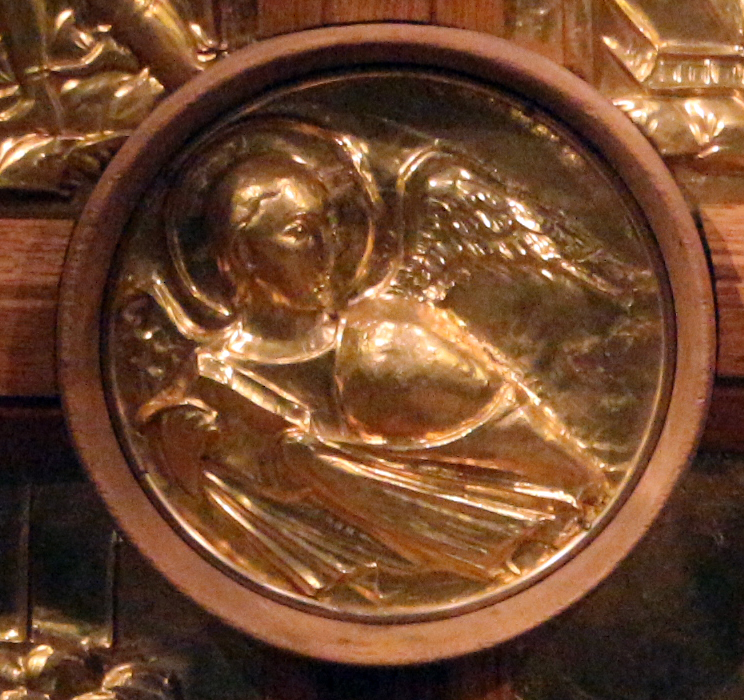
Ange (Matthieu)
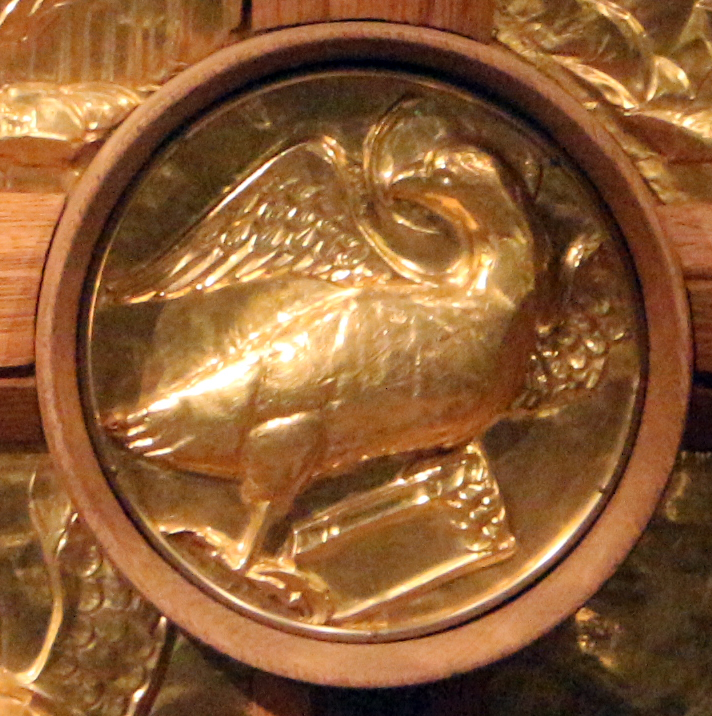
Aigle (Jean)
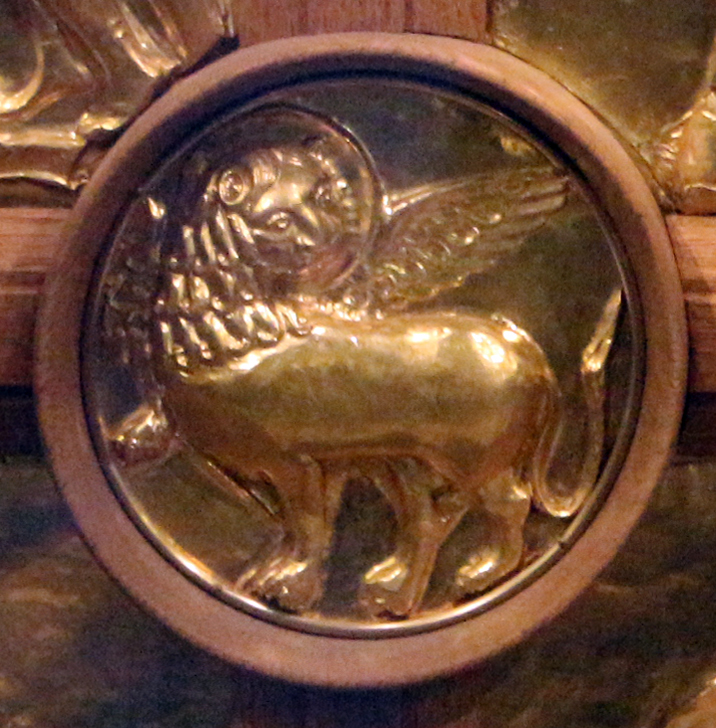
Lion (Marc)

### Le cadre en bois
Les reliefs sont sertis dans un cadre en bois. Il n'y a pas de document écrit sur la conception du cadre d'origine de la Pala d'oro. Par analogie avec l'antependium de Bâle, on suppose qu'il était à l'origine orné de tôles décorées de feuillages ou de bandes d'émail Au XIXe siècle un nouvel encadrement a été réalisé pour le chanoine Franz Bock. Il a su convaincre Guillaume Ier de faire le don d'un nouveau cadre, créé par l'orfèvre d'Aix-la-Chapelle August Witte, à l'occasion du 25e anniversaire de l'existence du Karlsverein en 1872 Les reliefs ont été disposés dans le cadre conformément à leur fonction comme retable .
Le cadre en bois d'aujourd'hui est en chêne et date de 1950-1951. Dans le cadre de la reconstruction de la cathédrale d'Aix-la-Chapelle après la Seconde Guerre mondiale, il a été décidé d'utiliser la Pala d'oro comme antependium d'un nouvel autel. Cela a nécessité un nouvel encadrement des reliefs en or, car le cadre de l'empereur Guillaume ne correspondait pas au nouvel autel. 
Aujourd'hui, l'antependium, cadre compris, mesure 0,83 m de hauteur et 1,215 m de largeur. Les moulures extérieures du cadre et le relief doré avec la représentation de Majestas Domini sont fixés sur une plaque de base en bois ; toutes les autres moulures du cadre et les bandes intérieures sont reliées par un système d'enfichage Les pièces du cadre sont ajustées par les vis de quatre médaillons d'évangélistes.  Les reliefs dorés individuels reposent en tant que tels sur un support en chêne très fin. Pour la mandorle, il se compose de deux planches assemblées, pour les symboles évangélistes de quatre plaques rondes tournées et pour les douze autres reliefs sous forme de planches rectangulaires avec un évidement carré au milieu pour la cire du matériau de remplissage

## Création
Le lieu d'origine des panneaux ne peut pas être clairement localisé. Ernst Günther Grimme a attribué les panneaux à un atelier qui se trouvait peut-être à Fulda  tandis que Hermann Fillitz voit des parallèles clairs avec le travail d'orfèvre du Maître du Registrum Gregorii de la région de Trèves-Lorraine
L'antependium n'est pas créé de manière uniforme; il montre plutôt une tendance à la monumentalisation après les cinq premières plaques en relief, probablement créées par un maître résident et formé dans la région de Rhénanie. On pensait à l'origine que les plaques de base en bois provenaient également de la période ottonienne; cependant, un examen dendrochronologique n'a montré, pour les panneaux de bois, qu'une date d'origine située vers 1582.

## Historique des emplacements successifs

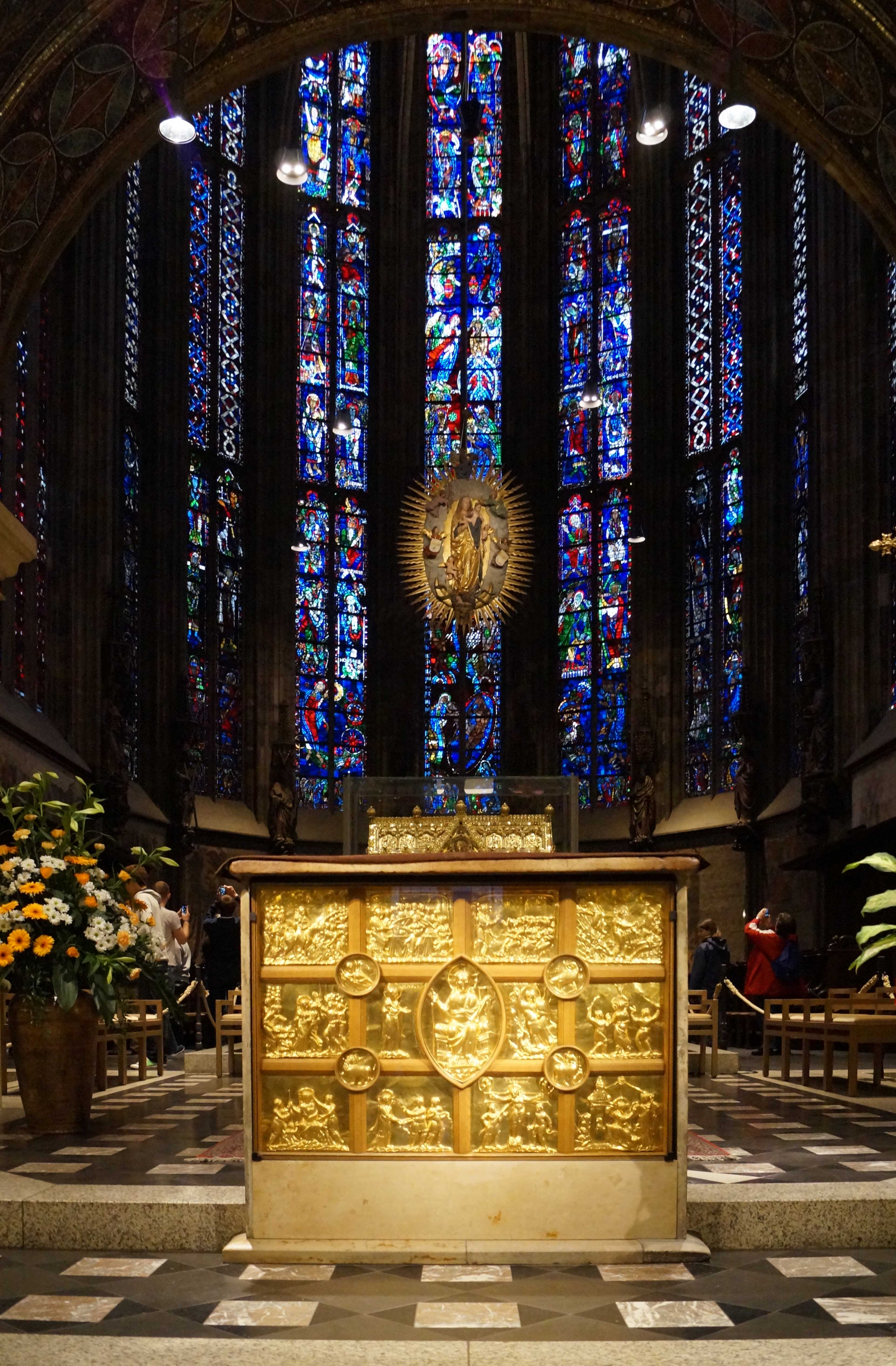
Placement actuel du maître-autel avec la pala d'oro dans la cathédrale d'Aix-la-Chapelle.

L'installation et l'utilisation d'origine des panneaux de la cathédrale d'Aix-la-Chapelle ne sont pas connues Sur la base du programme des images, il est supposé que les plaques d'or ornaient probablement l'autel du Sauveur sur la galerie de la cathédrale d'Aix-la-Chapelle. Après l'achèvement de la salle du chœur gothique, la Pala d'oro a été déplacée dans le chœur nouvellement construit en tant que retable. Vers 1481, il fut complété par dix plaques d'argent et deux plaques d'or avec des représentations du cycle des apôtres. Vers 1485, deux ailes d'autel ont été ajoutées avec, à l'intérieur, des scènes de la vie de Marie et une peinture de Charlemagne qui présente à Marie un modèle de la Marienkirche, et à l'extérieur des images des  saints Blaise et Léopard. L'autel ouvert mesurait 4,25 m de large et au moins 1,06 m de haut et était entouré d'un cadre en bois peint. 
Vers 1580, les plaques d'or ont été clouées individuellement sur de minces plaques de bois de chêne afin qu'elles puissent être mieux transportées pendant les  guerres de religion d'Aix-la-Chapelle. En 1627, les panneaux d'or de l'autel avec le trésor de la cathédrale d'Aix-la-Chapelle mis à l'abri sont revenus à leur place d'origine dans la cathédrale d'Aix-la-Chapelle Le chœur gothique a été démantelé en 1803 et les reliefs en or, ainsi que le trésor de la cathédrale et les châsses de Charlemagne et de Marie, ont été logés dans la sacristie, qui était située dans la chapelle Matthias, et ce jusqu'en 1873. De 1873 à 1881, les plaques ont été stockées dans des armoires sur la galerie de la Karlskapelle et, après la détection de dégâts d'humidité, dans la chapelle hongroise. 
Après avoir été insérés dans un cadre offert par l'empereur Guillaume en 1872, les panneaux ont d'abord été érigés en retable au-dessus de l'autel dans la chapelle hongroise. À l'occasion d'une visite du Guillaume II en juin 1902, la mosaïque du tambour octogonal de l'octogone est achevée et le sanctuaire du chœur gothique est également remanié. La Pala d'oro est alors érigée en retable au-dessus de l'autel, tandis que les plaques des apôtres de 1481 formaient l'antependium du maître-autel néo-gothique. 
Au début de la Seconde Guerre mondiale, les panneaux de l'autel ont été démontés avec le trésor de la cathédrale et mis à l'abri à Bückeburg ; mais ils sont revenus à Aix-la-Chapelle en 1941 avec les panneaux de l'apôtre, car ils n'avaient pas été classés comme « trésor important » . Jusqu'à la fin de la guerre, ils étaient stockés dans la tour d'escalier carolingienne sud de la cathédrale d'Aix-la-Chapelle.
Au cours de la reconstruction du chœur gothique partiellement détruit, la Pala d'oro a été recadrée et érigée en antependium de l'autel à trois niveaux. Selon les spécifications du IIe concile œcuménique du Vatican, le maître-autel a été déplacé vers la travée orientale de l'hexagone de la cathédrale en 1972, où il est toujours avec la Pala d'oro en antependium .